# علم الأوعية
علم الأَوعية (بالإنجليزية: Angiology)‏ هو تخصص طبي يدرس ويعالج أمراض الجهاز القلبي الوعائي والجهاز اللمفاوي، مثل الشرايين، الأوردة. ويعمل طب الأوعية الدموية على الوقاية، التشخيص، وعلاج الأمراض المرتبطة بالدم والأعوية الدموية.